# Puente Roto
Puente Roto är en ort i Mexiko.   Den ligger i kommunen Temoaya och delstaten Mexiko, i den sydöstra delen av landet, 50 km väster om huvudstaden Mexico City. Puente Roto ligger 2 944 meter över havet och antalet invånare är 327.
Terrängen runt Puente Roto är huvudsakligen kuperad, men söderut är den platt. Runt Puente Roto är det ganska tätbefolkat, med 230 invånare per kvadratkilometer. Närmaste större samhälle är San José Guadalupe Otzacatipan, 17,4 km söder om Puente Roto. Trakten runt Puente Roto består till största delen av jordbruksmark.